# Mainfonds
Mainfonds is een plaats en voormalige gemeente in het Franse departement Charente (regio Nouvelle-Aquitaine) en telt 142 inwoners (1999). De plaats maakt deel uit van het arrondissement Angoulême. Op 1 januari is Mainfonds gefuseerd met de gemeenten Aubeville, Jurignac en Péreuil tot de gemeente Val des Vignes. 

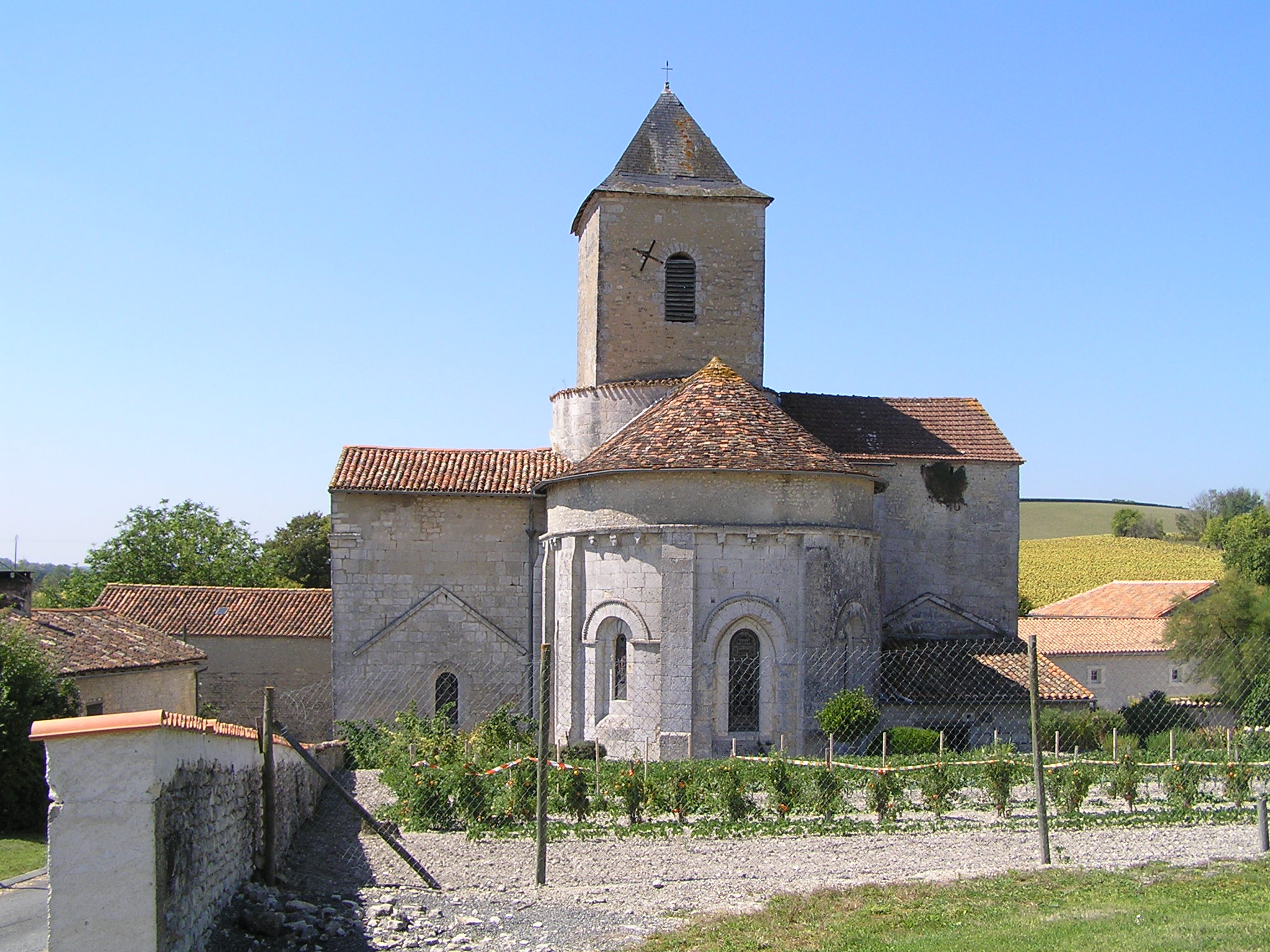
Kerk van Mainfonds
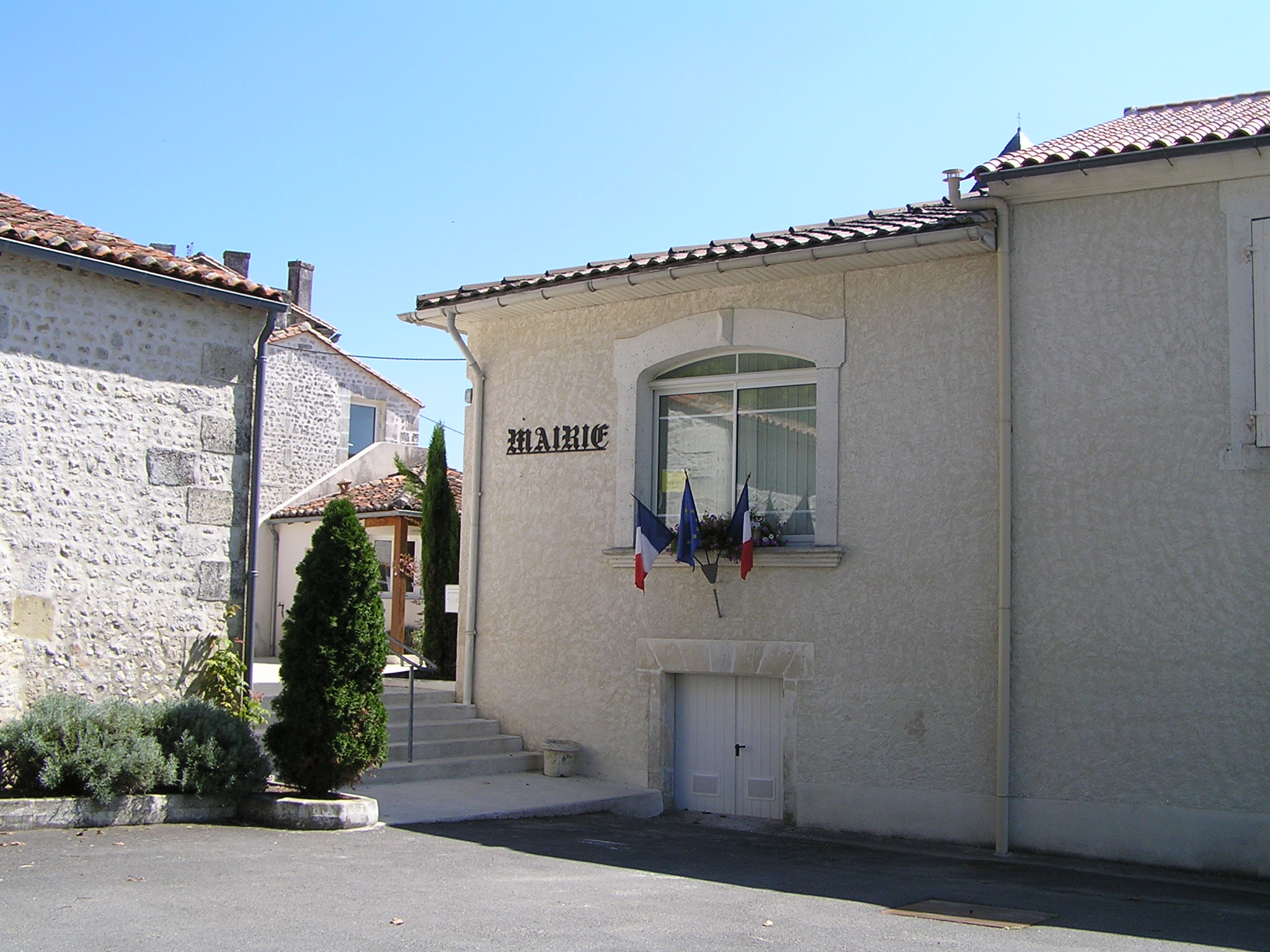
Gemeentehuis

## Geografie
De oppervlakte van Mainfonds bedraagt 9,5 km², de bevolkingsdichtheid is 14,9 inwoners per km².
De onderstaande kaart toont de ligging van Mainfonds met de belangrijkste infrastructuur en aangrenzende gemeenten.

## Demografie
Onderstaande figuur toont het verloop van het inwonertal (bron: INSEE-tellingen).

## Externe links

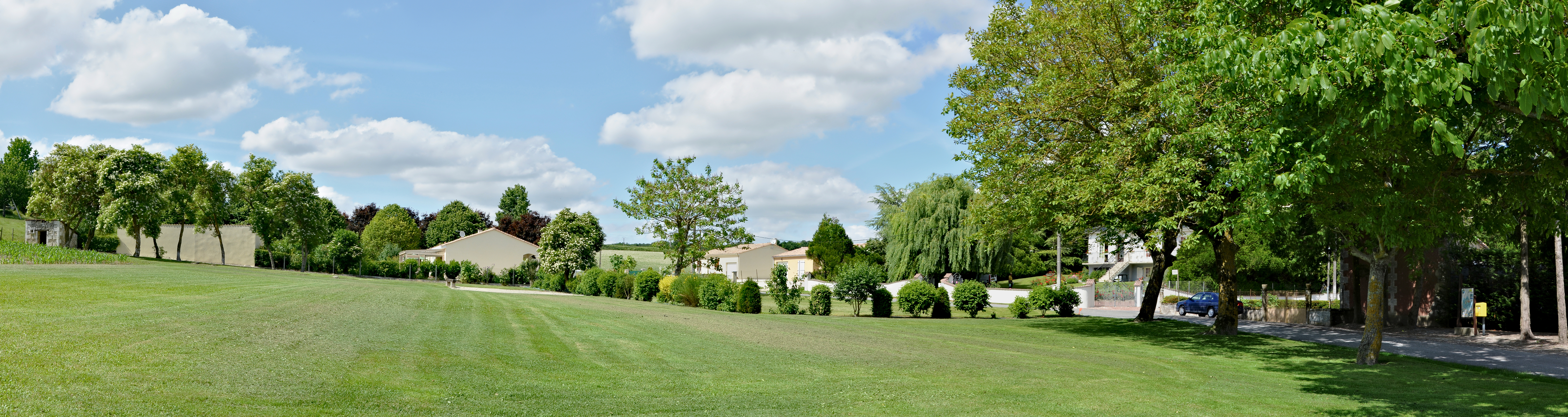
Mainfonds